# Brückstraße (Wesel)
Die Brückstraße ist eine Innenstadtstraße in Wesel am Niederrhein und Teil der zentralen städtischen Fußgängerzone. Inmitten der Straße liegt der Leyensplatz.

## Lage
Die Brückstraße liegt im westlichen Teil einer Fußgängerzone und Einkaufsstraße, die zwischen dem Großen Markt vor dem Willibrordi-Dom im Westen und dem Berliner Tor im Osten durch die Weseler Innenstadt verläuft. Die 224 Meter lange Brückstraße beginnt im Westen vor dem Großen Markt, von dem sie durch die Dimmerstraße getrennt wird. An ihrem östlichen Ende geht sie an der Einmündung von Sandstraße und Schmidtstraße in die ebenfalls zur Fußgängerzone gehörende Straße Viehtor über. Inmitten der Brückstraße an den Einmündungen von Goldstraße, Lomberstraße und Kettlerstraße liegt der Leyensplatz, wo sich unter anderem mit einem Brunnen und Bänken gestaltet wurde. Der Platz ist ohne postalische Relevanz, angrenzende Gebäude gehören folglich zur Brückstraße oder den einmündenden Straßen. Brückstraße und Leyensplatz werden zum „Domviertel“ hinzugezählt.

## Geschichte und Entwicklung als Geschäftsstraße

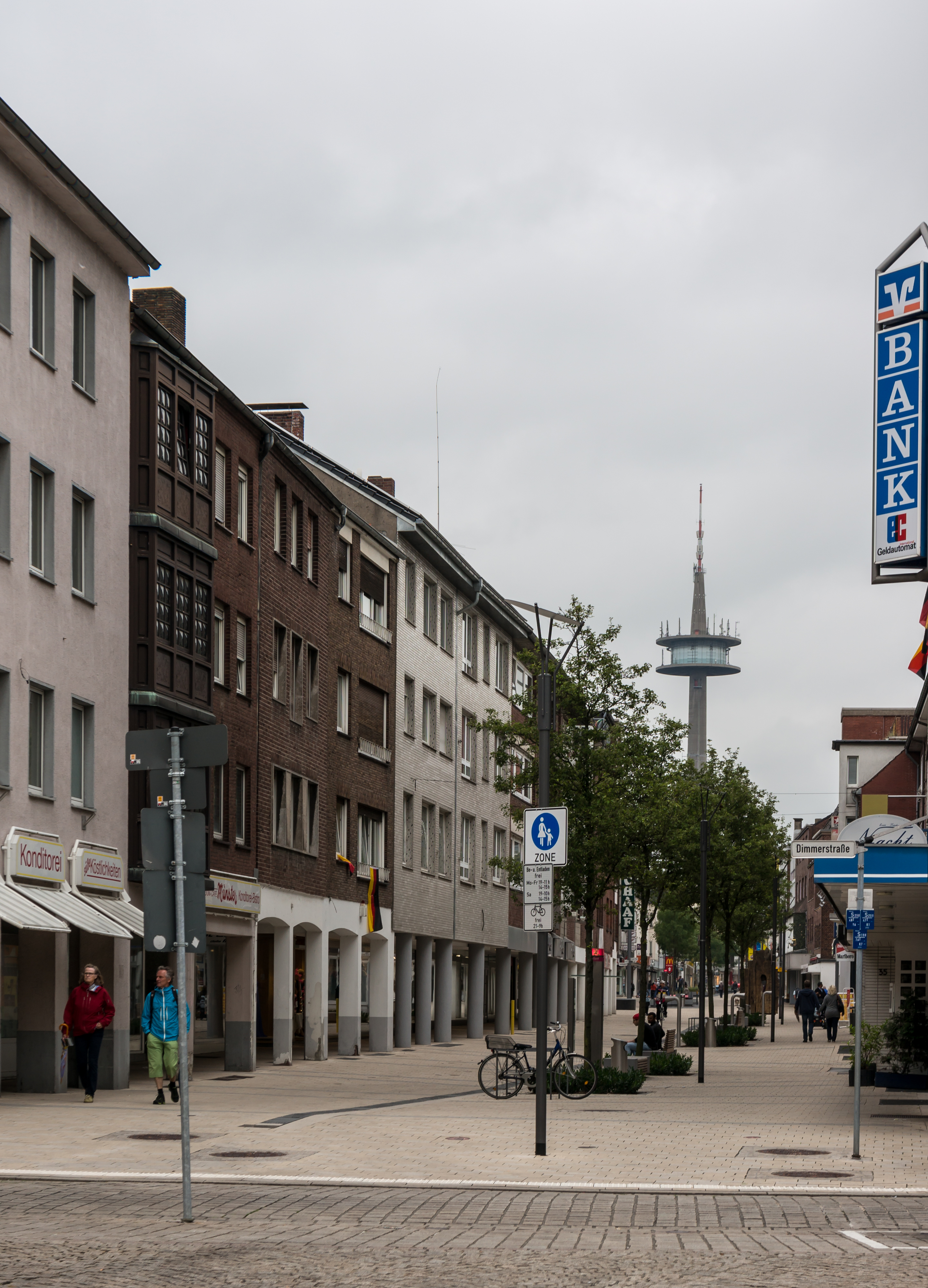
Blick in die Brückstraße von Westen (2014)

Durch ihre Lage in der Nähe des Doms lag die Brückstraße im Bereich der mittelalterlichen Altstadt. Im späten 15. Jahrhundert galt sie als vornehmer Straßenzug in der für damalige Verhältnisse wohlhabenden Hansestadt. Der Straßenname leitet sich von einem hochwertigen Straßenbelag ab, der dort verlegt war. Das Verb „brücken“ bezeichnet das Verlegen eines solchen Belags.
Bereits zu Beginn des 20. Jahrhunderts hatte sich die Innenstadtachse zwischen Dom und Berliner Tor zur Geschäftszone entwickelt. Um 1900 bot die Brückstraße die beste Geschäftslage der Innenstadtachse, was besonders durch ihre Nähe zu den Marktplätzen bedingt war. Die Markttage wirkten sich deutlich positiv auf den angrenzenden Einzelhandel aus. Vor der Ermordung und Vertreibung der jüdischen Bürger Wesels durch die Nationalsozialisten war die Straße auch Wohnort vieler Juden, an die durch mehr als ein Dutzend Stolpersteine erinnert wird. Es gab ein großes von einer Jüdin geführtes Einrichtungshaus und das Kaufhaus der Familie Leyens, zuletzt geführt von Erich Leyens, am Übergang zum Großen Markt. Nach Leyens bzw. seiner Familie ist der Leyensplatz an der Brückstraße benannt worden.
Nach Ende des Zweiten Weltkriegs, der zu starken Zerstörungen führte, war die Innenstadtachse schon in den ersten Planungen wieder als Geschäftszone vorgesehen. Es gab auch den Versuch, für den gesamten Bereich den einheitlichen Namen Hohe Straße durchzusetzen, im Juli 1949 wurde dies jedoch wieder zurückgenommen und die Brückstraße erhielt ihren historischen Namen zurück. Ab 1951 konnte die Innenstadtachse durch den Straßenverkehr durchgehend befahren werden. Im selben Jahr wurde die Kleinbahn Wesel–Rees–Emmerich wieder in Betrieb genommen und fuhr bis zu ihrer Stilllegung 1966 auch über einen Teil der Brückstraße.
Die Innenstadtachse entwickelte sich in den 1950er Jahren den Planungen gemäß zum Schwerpunkt des innerstädtischen Handels und sollte ab 1971 zur Fußgängerzone umgestaltet werden. Da der amtierende Oberkreisdirektor dies zunächst verhinderte, konnte erst 1973 eine Probephase eingeleitet und 1976 die endgültige Eröffnung durchgeführt werden. Zu Beginn der 2010er Jahre wurde die gesamte Fußgängerzone saniert und umgestaltet. Neben der Zugehörigkeit zur zentralen Fußgängerzone spielt für die Entwicklung der Straße auch die Lage im so genannten Domviertel mit der Nähe zum Großen Markt und dem Kornmarkt eine wichtige Rolle, weswegen sie in die 2006 gegründete Interessengemeinschaft Domviertel eingebunden ist. Im westlichen, dem Großen Markt zugewandten Teil der Brückstraße dominieren inhabergeführte Fachgeschäfte. Um 2015 setzte zudem eine verstärkte Ansiedlung gastronomischer Betriebe ein.